# Glyoxysome
Dans beaucoup de graines, le glyoxysome est un type de peroxysome dans lequel se déroule le cycle du glyoxylate permettant la transformation des lipides stockés dans cette graine en saccharose pour alimenter l'embryon lors de la germination.